# Stiria
La Stiria (Steiermark in tedesco, Štajerska in sloveno e croato, Steiamoak in austro-bavarese, Stájerország in ungherese) è un Land del sud-est dell'Austria. Con i suoi 16399 km² è il secondo Land austriaco per estensione. La capitale è Graz.

## Geografia fisica
Confina con la Slovenia (regioni Oltremura (Prekmurje) Stiria (Štajerska) e Carinzia (Koroška)) a sud e con i Länder dell'Alta Austria e della Bassa Austria a nord, del Salisburghese a ovest, del Burgenland a est e della Carinzia a sud-ovest.
La provincia della Stiria ha una superficie totale di 16399,34 km² che la rende la seconda provincia più grande dell'Austria. Ha un confine con la Slovenia lungo 145 chilometri.
La Stiria è suddivisa in diverse regioni ed è nota come "Marca Verde" (Grüne Mark) o "Cuore Verde dell'Austria" (Grüne Herz Österreichs) poiché circa il 61% della sua superficie è coperto da foreste e un quarto da prati, pascoli, frutteti e vigneti.
Il fiume principale della Stiria è il Mura, che nasce nel Lungau e scorre a sud fino al confine con la Slovenia, da dove scorre verso est fino a Bad Radkersburg e forma il confine.

### Monti
La Stiria è particolarmente montuosa. Le sezioni e sottosezioni alpine che interessano la Stiria sono:
- Alpi dei Tauri orientali (Tauri di Schladming e di Murau, Tauri di Wölz e di Rottenmann, Tauri di Seckau)
- Alpi di Stiria e Carinzia (Alpi della Gurktal)
- Prealpi di Stiria (Prealpi nord-occidentali di Stiria, Prealpi sud-occidentali di Stiria, Prealpi centrali di Stiria, Prealpi orientali di Stiria)
- Alpi Settentrionali di Stiria (Alpi dell'Ennstal, Alpi Nord-orientali di Stiria)
- Alpi Settentrionali Salisburghesi (Alpi Scistose Salisburghesi)
- Alpi del Salzkammergut e dell'Alta Austria (Monti del Dachstein, Monti Totes).

## Storia
Durante il dominio dei Romani, la Stiria era abitata da tribù celtiche. La parte orientale del paese faceva parte della Pannonia, quella occidentale del Norico. Nel corso delle invasioni vi si insediarono o la attraversarono i Visigoti, gli Unni, gli Ostrogoti, i Rugi, i Longobardi, i Franchi e gli Avari. Dal 595 presero possesso del territorio gli Slavi. Intorno alla metà dell'VIII secolo chiesero al duca bavarese Odilone un sostegno nella lotta contro gli Avari.
I bavaresi furono vittoriosi e da allora in poi vissero fianco a fianco con gli slavi nel territorio della Stiria. È difficile risalire all'esatta distribuzione dei gruppi di popolazione dell'epoca. A partire dal 1030 circa, si sono conservati documenti con i nomi di tutti gli abitanti di Scheifling. La maggior parte dei nomi sono slavi. I coloni tedeschi rappresentavano probabilmente ancora una minoranza nell'Alto Medioevo.
Nel 1180 la Stiria si separa dal ducato della Carinzia e diviene un ducato a sé stante. Nel 1192 il Ducato di Stiria diviene parte dei domini dei Babenberg, Duchi dell'Austria. Dopo la suddivisione ereditaria da parte degli Asburgo, divenuti Duchi nel 1282, diviene la parte centrale dell'Austria interna (Innerösterreich).
Allo sviluppo culturale ed economico della Stiria dà un grande contributo l'arciduca Giovanni, figlio dell'imperatore Leopoldo II, nel periodo fra il 1809 ed il 1859.
Nel 1918, dopo la prima guerra mondiale, viene divisa in una zona settentrionale, che costituisce il land austriaco attuale, e in una zona meridionale, chiamata Bassa Stiria, abitata da gente di lingua slovena, che viene annessa alla Jugoslavia, ed in seguito alla repubblica di Slovenia.
Nel 1938 viene annessa con il resto dell'Austria alla Germania nazista di cui diverrà un Land. Dopo la seconda guerra mondiale, con la divisione dell'Austria in zone di occupazione fra le potenze vincitrici, entra a far parte quasi per intero dell'area amministrata dalla Gran Bretagna.

## Economia
Come in altri paesi sviluppati, anche in Stiria si è verificato uno spostamento dal settore manifatturiero a quello dei servizi. Ciò ha avuto conseguenze negative per le regioni industriali dell'Alta Stiria, che negli ultimi anni hanno subito un costante calo della popolazione.
Nel 2004, la Stiria ha registrato il più alto tasso di crescita economica dell'Austria (3,8%), soprattutto grazie alla forte crescita economica osservata a Graz in quell'anno, che ha continuato a crescere in termini economici e di popolazione.

## Amministrazione
La Stiria è divisa in 12 distretti e una città statutaria (2013).
|  | Città statutaria - Graz | Distretti 1. Bruck-Mürzzuschlag (BM) 2. Deutschlandsberg (DL) 3. Graz-Umgebung (GU) 4. Hartberg-Fürstenfeld (HF) 5. Leibnitz (LB) 6. Leoben (LN) 7. Liezen (LI) 8. Murau (MU) 9. Murtal (MT) 10. Südoststeiermark (SO) 11. Voitsberg (VO) 12. Weiz (WZ) |

### Le città
| Nome             | Distretto               | Popolazione (al 1º gennaio 2023) |
| ---------------- | ----------------------- | -------------------------------- |
| Graz             | Graz (città statutaria) | 298 479                          |
| Leoben           | Leoben                  | 25 140                           |
| Kapfenberg       | Bruck-Mürzzuschlag      | 22 182                           |
| Bruck an der Mur | Bruck-Mürzzuschlag      | 15 970                           |
| Feldbach         | Südoststeiermark        | 13 421                           |

## Sport
Il Gran Premio di Stiria si è disputato nel 2020 e 2021 al Red Bull Ring di Spielberg, lo stesso circuito del Gran Premio d'Austria.